# Walter de Clare
Walter de Clare ou Walter FitzRichard (morreu provavelmente entre 1137 ou 1138) foi um nobre anglo-normando e fundador da Abadia de Tintern. Membro de uma família poderosa, Walter era um filho mais novo que recebeu do rei Henrique I da Inglaterra terras ao redor de Chepstow algum tempo antes de 1119. Walter continuou a aparecer nas cartas de Henrique pelo resto do reinado e foi um dos primeiros a apoiar o rei Estevão da Inglaterra, sucessor de Henrique como rei. Walter aparece pela última vez no registro histórico em 1136 e morreu sem filhos. Suas terras foram para o sobrinho.

## Família e antecedentes
Walter era o filho mais novo de Richard de Clare, um senhor normando e proprietário de terras que também possuía Clare e Tonbridge na Inglaterra. A mãe de Walter era Rohese, filha de Walter Giffard. Rohese e Richard tiveram pelo menos seis filhos e duas filhas. Além de Walter, eles eram: Roger, Gilbert, Richard, Robert e Godfrey. As filhas eram Alice e Rohese. A família de Walter, a Casa de Clare, era poderosa, com membros participando de rebeliões e conspirações contra o irmão mais velho de Henrique, rei  Guilherme II da Inglaterra (d. 1100), em 1088 e 1095.